# Vatica cuspidata
Vatica cuspidata är en tvåhjärtbladig växtart som först beskrevs av Ridley, och fick sitt nu gällande namn av Desch. Vatica cuspidata ingår i släktet Vatica och familjen Dipterocarpaceae. Inga underarter finns listade i Catalogue of Life.